# Fußballer des Jahres in Lettland
Seit 1995 wird der Fußballer des Jahres in Lettland von Sportjournalisten gewählt. Erster Titelträger war Vitālijs Astafjevs von Skonto Riga. Rekordtitelträger mit fünf Titeln ist Andris Vaņins.

## Bisherige Titelträger

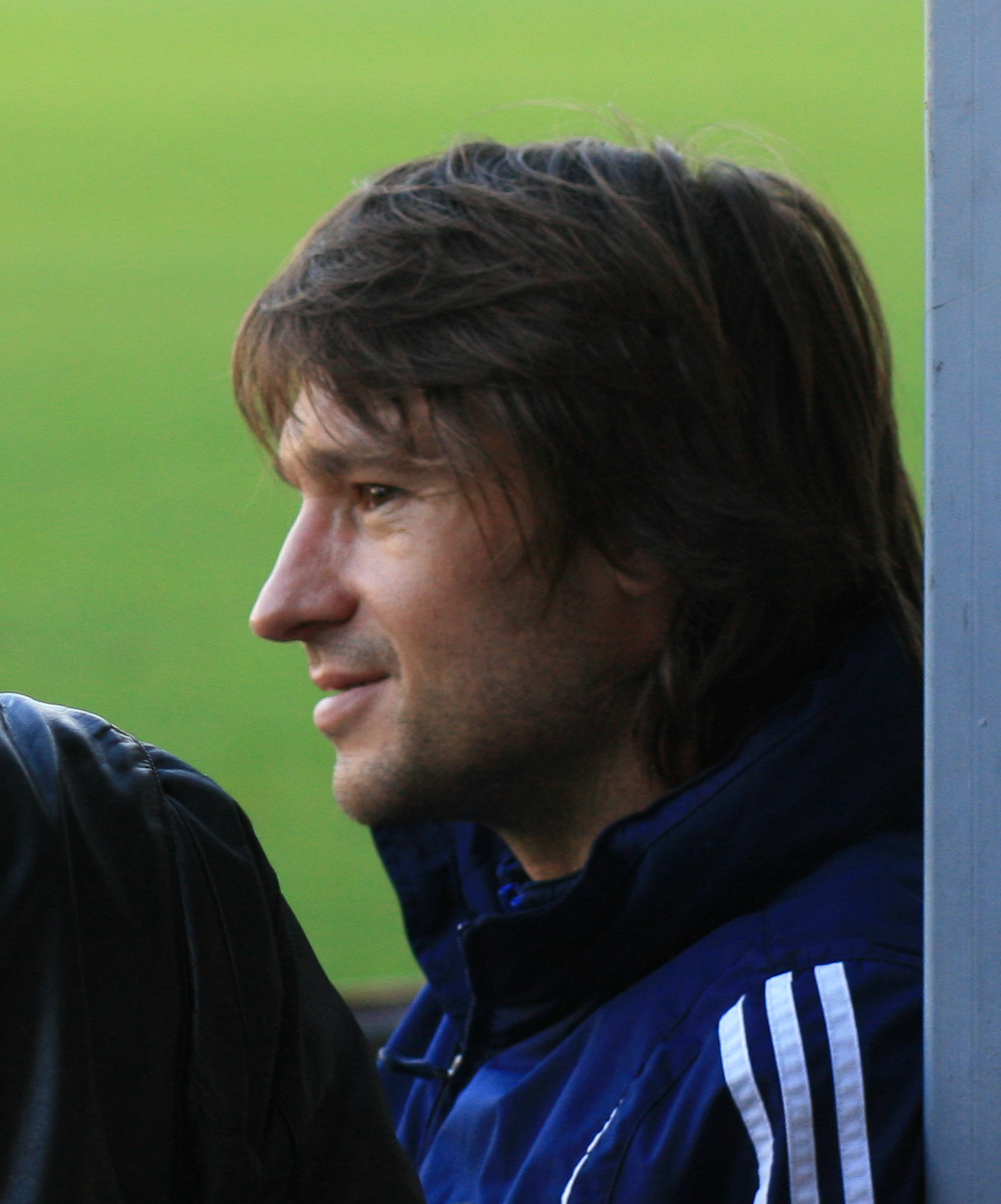
Vitālijs Astafjevs war 1995 erster Titelträger

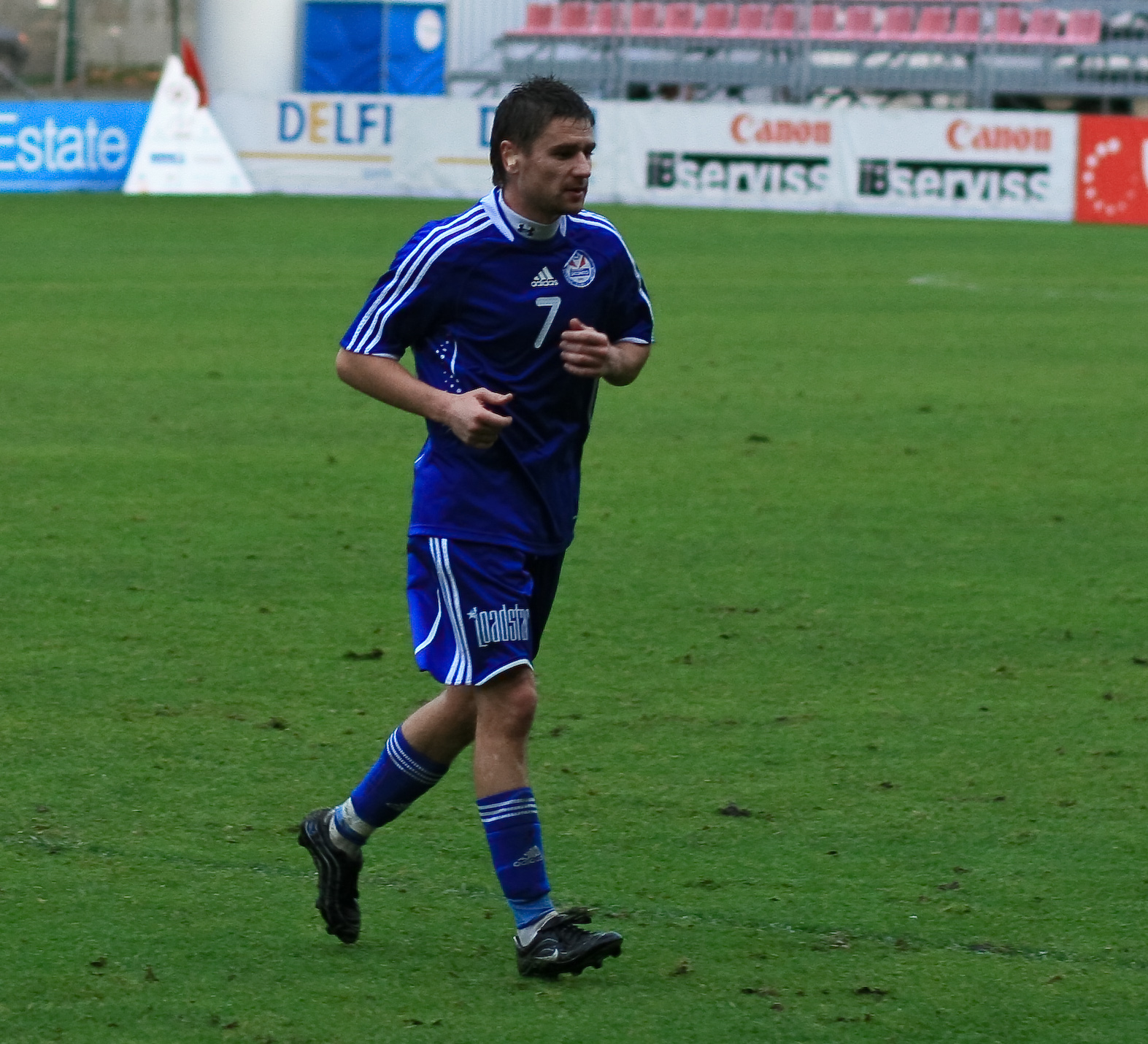
Marians Pahars erhielt die Auszeichnung dreimal in Folge

| - 1995: Vitālijs Astafjevs, Skonto Riga - 1996: Vitālijs Astafjevs, Skonto Riga - 1997: Jurijs Ševļakovs, Skonto Riga - 1998: Mihails Zemļinskis, Skonto Riga - 1999: Marians Pahars, Dynamo Kiew - 2000: Marians Pahars, FC Southampton - 2001: Marians Pahars, FC Southampton - 2002: Juris Laizāns, ZSKA Moskau - 2003: Māris Verpakovskis, Skonto Riga - 2004: Māris Verpakovskis, Dynamo Kiew - 2005: Igors Stepanovs, Grasshoppers Zürich - 2006: Aleksandrs Koļinko, Rubin Kasan - 2007: Vitālijs Astafjevs, Skonto Riga - 2008: Andris Vaņins, FK Ventspils - 2009: Kaspars Gorkšs, Queens Park Rangers - 2010: Kaspars Gorkšs, Queens Park Rangers - 2011: Aleksandrs Cauņa, ZSKA Moskau - 2012: Aleksandrs Cauņa, ZSKA Moskau - 2013: Andris Vaņins, FC Sion - 2014: Aleksandrs Koļinko, Baltika Kaliningrad - 2015: Andris Vaņins, FC Sion - 2016: Andris Vaņins, FC Zürich - 2017: Andris Vaņins, FC Zürich - 2018: Dāvis Ikaunieks, Vysočina Jihlava - 2019: Pāvels Šteinbors, Arka Gdynia - 2020: Pāvels Šteinbors, Jagiellonia Białystok - 2021: Vladislavs Gutkovskis, Raków Częstochowa - 2022: Vladislavs Gutkovskis, Raków Częstochowa |